# Llista de reis de Corea
Llista dels principals  reis de la península de Corea:

## Regne deKokuryo(37 aC a 668 dC)
- Tongmyong Wang 37-19 aC
- Yurimyong Wang 19 aC-18 dC
- Taemusin Wang 18-44
- Mingjung Wang 44-48
- Mobong Wang 48-53
- Taejo Taewang 53-146
- Chadae Wang 146-165
- Sindae Wang 165-179
- Kogukchong Wang 179-197
- Sangsang Wang 197-227
- Tongchong Wang 227-248
- Chungchong Wang 248-270
- Sochong Wang 270-292
- Pongsang Wang 292-300
- Michong Wang 300-331
- Kogukwong Wang 331-371
- Sosurim Wang 371-384
- Kogukyang Wang 384-392
- Kwangaeto Wang 392-413
- Changsu Wang 413-491
- Munja Wang 491-519
- Anjang Wang 519-531
- Angwong Wang 531-545
- Yangwong Wang 545-559
- Pyongwong Wang 559-590
- Yonyang Wang 590-618
- Yongnyu Wang 618-642
- Pojang Wang 642-668
- A Silla 668

## Regne dePaekche(18 aC a 660 dC)
- Ongjo Wang 18 aC-28 dC
- Taru Wang 28-77
- Kiru Wang 77-128
- Kaeru Wang 128-166
- Kusu Wang 166-214
- Sabang Wang 214-234
- Koyi Wang 234-286
- Chaekkyo Wang 286-298
- Punso Wang 298-304
- Piryu Wang 304-344
- Kye Wang 344-346
- Kunchogo Wang 346-375
- Kungusu Wang 375-384
- Chimnyu Wang 384-385
- Chinsa Wang 385-392
- Asin Wang 392-405
- Chongji Wang 405-420
- Kungsin Wang 420-427
- Piyu Wang 427-455
- Kaero Wang 455-475
- Mungju Wang 475-477
- Samgung Wang 477-479
- Tongsong Wang 479-501
- Munyong Wang 501-523
- Song Wang 523-554
- Widok Wang 554-598
- Hye Wang 598-599
- Pob Wang 599-600
- Mu Wang 600-642
- Uyja Wang 642-660
- A Silla 660

## Regne deHubaekche(separat de Silla)
- Kyonhwon 892-935
- Singon 935-936
- A Koryo, 936

## Regne deSilla(57 aC a 936 dC)
- Hykkose Kosogun 57 aC-4 dC
- Namhae Chachaung 4-24
- Yuri Isagum 24-57
- Tarhae Isagum 57-80
- Pasa Isagum 80-112
- Chima Isagum 112-134
- Ilsong Isagum 134-154
- Adalla Isagum 154-184
- Porhyu Isagum 184-196
- Naehae Isagum 196-230
- Chobun Isagum 230-247
- Chomhae Isagum 247-261
- Mich'u Isagum 261-284
- Yurye Isagum 284-298
- Kirim Isagum 298-310
- Hurhae Isagum 310-356
- Naemul Maripkan 356-402
- Silson Maripkan 402-417
- Nulji Maripkan 417-458
- Chabi Maripkan 458-479
- Soji Maripkan 479-500
- Chijung Wang 500-514
- Popung Wang 514-540
- Chinghung Wang 540-576
- Chingji Wang 576-579
- Chingp'yong Wang 579-632
- Sondok Yowang (reina) 632-647
- Chindok Yowang (reina) 647-654
- Taejong Muyol Wang 654-661
- Munmu Wang 661-681
- Sinmun Wang 681-692
- Hyoso 692-702
- Songdok Wang 702-737
- Hyosong Wang 737-742
- Kyondok Wang 742-765
- Hyegong Wang 765-780
- Sondok Wang 780-785
- Wonsong Wang 785-799
- Sosong Wang 799-800
- Aejang Wang 800-809
- Hondok Wang 809-826
- Hongdok Wang 826-836
- Huigang Wang 836-838
- Minae Wang 838-839
- Sinmu Wang 839-857
- Honan Wang 857-861
- Kyogmun Wang 861-875
- Hongong Wang 875-886
- Chonggang Wang Kim 886-887
- Chinsong Yowang (reina) 887-897
- Hyogong Wang 897-912
- Sindok Wang 912-917
- Kyong Myong Wang 917-924
- Kyongae Wang 924-927
- Kyongsun Wang 927-935

## Regne deKoryo(936-1392)
- Taejo I 918-943
- Hyejong 944-945
- Chongjong I 946-949
- Kwangjong 950-975
- Kyongjong 976-981
- Songjong I 981-997
- Mokshong 997-1009
- Hyonjong I 1010-1032
- Tokjong 1032-1035
- Chongjong II 1035-1047
- Munjong I 1047-1083
- Sunjong 1083
- Sonjong 1084-1095
- Honjong I 1095
- Sokjong 1096-1105
- Yejong I 1106-1122
- Injong I 1123-1146
- Uijong 1147-1170
- Myongjong 1170-1197
- Sinjong 1198-1205
- Huijong 1205-1211
- Kangjong 1212-1213
- Kojong I 1213-1259
- Wonjong 1260-1274
- Chunguyol 1275-1309
- Chungson 1309-1314
- Chungsuk 1314-1330
- Chunghye 1330-1332
- Changsuk 1332-1339
- Chunghye (segona vegada) 1339-1344
- Chungmok 1344-1348
- Chunajong 1349-1351
- Kongmin 1351-1374
- Sin U 1374-1389
- Sinchang 1389
- Kongyang 1389-1392

## Dinastia Yi(Dinastia Joseon)
- Taejo II 1392-1398
- Chongjong III 1398-1400
- Taejong 1401-1418
- Sejong 1418-1450
- Munjong II 1450-1452
- Tanjong 1452-1455
- Sejo 1456-1468
- Yejong II 1468-1469
- Songjong II 1470-1494
- Yonsan Gun 1494-1506
- Chungjong 1506-1544
- Injong II 1544-1545
- Myonjong 1546-1567
- Sonjo 1567-1608
- Kwan Naegun 1609-1623
- Injo 1623-1649
- Hyojong 1650-1659
- Hyonjong II 1660-1675
- Sukchong 1675-1720
- Kyonjong 1720-1724
- Yongjo 1725-1776
- Chongjo 1777-1800
  - Kim Jonsung (reina regent), 1800-1804
- Sunjo 1801-1834
  - Kim Sun-wo Wang-ho (reina regent), 1834
- Honjong II 1835-1849
  - Kim Sun-wo Wang-ho (reina regent), 1849-1850
- Choljong 1850-1864
- Lit Si 1864-1897

## Imperi deTaehanguk1897-1910
- Kojong II (Kwangmi), abans Lit Si 1897-1903 
  - Hung-son Taewon-gun (regent), 1864-1873
  - Cho Sin-chong (regent), 1864-1866
  - Mun Chi-rok (regent), 1873-1894
- Yi Hyeung 1903-1904

## Protectorat japonès23 de febrerde1904-29 d'agostde1910
- Sungjong (Yi Hyeung) 1904-1907
- Yi Syek 1907-1910
- Annexió al Japó 1910-1945
- Ocupació dels aliats 1945-1948